# 陈凤超
陈凤超（1962年10月—），男，汉族，吉林榆树人，中华人民共和国政治人物，二级大检察官，曾任海南省高级人民法院党组书记、院长，现任天津市人民检察院党组书记、检察长。